# Admirals Beach
Admirals Beach es un pueblo canadiense situado en la provincia de Terranova y Labrador.

## Superficie
Admirals Beach tiene una superficie de 24,2 km².

## Demografía
En 2021, tenía 97 habitantes, una densidad poblacional de 4 hab./km², y 76 viviendas.